# Ливийский диалект арабского языка
Ливийский (сулаймитский) диалект арабского языка (араб. لهجة ليبية‎, ليبي‎) — одна из разновидностей арабского языка, распространённая в Ливии и прилегающих странах. Входит в магрибинскую группу диалектов.
Все ливийские диалекты, как кочевого, так и оседлого населения городов и оазисов, принадлежат к бедуинскому типу и происходят от диалекта арабского племени бени-сулайм.
Ливийский диалект делится на говоры районов Киренаики, Триполи и Феццана. Также различия можно проследить между говорами жителей города, сельских жителей и бедуинов. Ливийская речь характеризуется различными изменениями как в согласных, так и гласных звуках. В словах различаются главное ударение, падающее на третий слог с конца слова, и второстепенное ударение.